# 東滑川站
東滑川站（日语：／ Higashi-namerikawa eki */?）是隸屬於愛之風富山鐵道的鐵路車站，座落於富山縣滑川市，車站編號為14。屬1960年代日本國有鐵道所增設的大量通勤車站之一，原為信號場，現時只停靠普通列車，而且因使用率不高，自開站以來均採取簡易車站模式運作，屬無人站。
沿路與富山地方鐵道本線並排，由於車站所在地附近主要為農地及工廠，又剛好夾在富山地方鐵路本線的越中中村站及早月加積站中間，後者兩站均設於民居附近，同時，站外也沒有其他公共交通設施途經，都是令本站的使用人數不多的原因。

## 車站結構
建有簡易式單層小型水泥站舍1座，玄關設於左側，右側為洗手間，進入站舍後為候車大堂，靠近閘口設有1間細小、現時已棄用的站務室。前方裝有ICOCA增值器，並在開放式閘口中央裝設了對應ICOCA的感應器。通過閘口即到達連接各月台的平交道。
設有側式月台2個，可提供2線2面的配置。由於本站前身為信號場，因此雖然使用人數不多，但卻擁有能容納1列9節車廂的列車停靠的月台。月台設施相對較為簡潔，除在各月台中央部份裝有不足半節車廂、未有配置座椅的有蓋候車亭外，其餘部份均為露天設計，除此以外便再沒有其他的配套設施。
靠近站舍的1號月台，原來的設計為島式月台，外側中央部份仍保留一小段的路軌，但前後部份均早被拆走。而2號月台外圍則為富山地方鐵路的路軌，為免發生意外，整個2號月台的外圍及平交道盡頭均用上半身高及附有圍網的欄杆圍封。出入口設於月台末端向魚津站方向，只設有樓梯上落。

### 月台配置
| 月台 | 路線              | 方向 | 目的地                                              |
| ---- | ----------------- | ---- | --------------------------------------------------- |
| 1    | ■愛之風富山鐵道線 | 下行 | 黑部、泊、直通越後心跳鐵道■日本海翡翠線至糸魚川方向 |
| 2    | ■愛之風富山鐵道線 | 上行 | 富山、高岡、直通■IR石川鐵道線至金澤方向             |

## 歷史
- 1943年10月1日：日本國有鐵道北陸本線滑川站～魚津站之間設立了「早月信號場」。
- 1964年11月20日：昇格為車站，改名為「東滑川站」
- 1987年4月1日：國鐵分割民營化，成為西日本旅客鐵道（JR西日本）及日本貨物鐵道（JR貨物）車站。
- 2015年：

- 3月14日：北陸新幹線開業，改交由愛之風富山鐵道接管。
- 3月26日：開始可使用ICOCA，加設增值機及在櫃位發售新卡。

- 2022年3月12日：因應新富山口站開業，車站編號由「13」改為「14」。

## 利用人數
| 乗車人員推算 | 乗車人員推算 | 乗車人員推算 |
| 年度         | 1日平均人數  |              |
| ------------ | ------------ | ------------ |
| 2004年       | 150          |              |
| 2005年       | 150          |              |
| 2006年       | 156          |              |
| 2007年       | 169          |              |
| 2008年       | 165          |              |
| 2009年       | 165          |              |
| 2010年       | 161          |              |
| 2011年       | 150          |              |
| 2012年       | 146          |              |
| 2013年       | 150          |              |

## 相鄰車站
愛之風富山鐵道
■愛之風富山鐵道線
快速「愛之風Liner」
通過
普通
滑川 (13) －東滑川 (14) －魚津 (15)

## 外部連結
- 愛之風富山鐵道東滑川站公式網頁 （页面存档备份，存于） （日語）
- 另一個非官方車站介紹 （页面存档备份，存于） （日語）